# Earle Williams
Earle Williams (Earle Rafael Williams: Sacramento, de California, 28 de febrero de 1880 - Hollywood, de California, 25 de abril de 1927) fue un actor estadounidense del cine mudo.

## Biografía
Inició su carrera en el teatro siendo adolescente. Fue el actor principal de la compañía Vitagraph Studios en la década de 1910, y elegido como la estrella número 1 de los Estados Unidos en 1915, año en el que rodó el que quizás fue su film más popular, The Juggernaut. En este melodrama de acción Vitagraph destruyó un tren real. En el film Williams actuaba junto a su compañera más frecuente, Anita Stewart. Ambos también trabajaron en el primer serial cinematográfico del estudio, y quizás el más famoso, The Goddess, también en 1915. Además, Williams interpretó a un elegante ladrón en la versión de 1917 realizada por Vitagraph del famoso Arsenio Lupin. Conservó su popularidad entrada la década de 1920, interpretando a menudo héroes militares. 
Williams falleció a los 47 años de edad a causa de una neumonía.

## Filmografía seleccionada
- Fortune's Mask (1922)

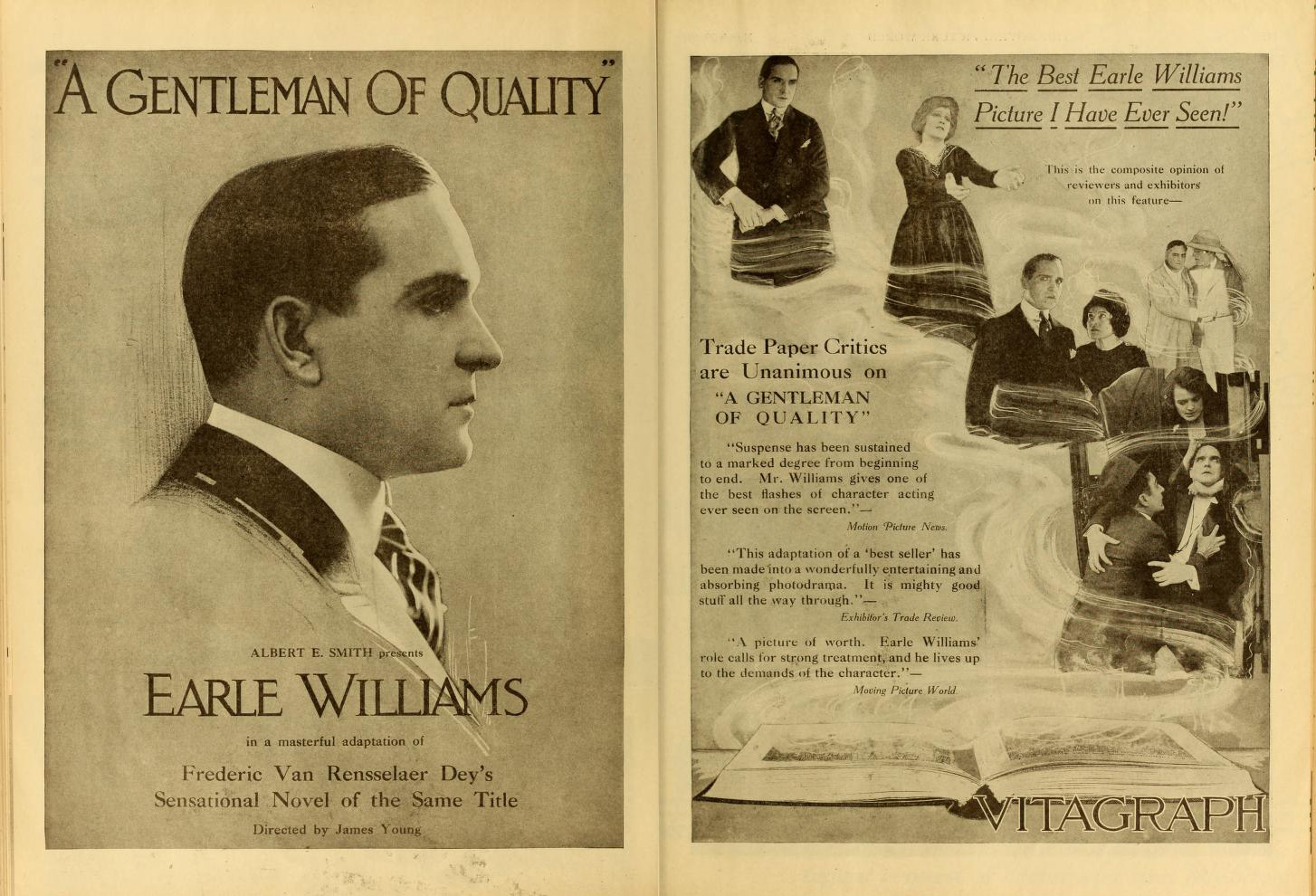
Anuncio de la película A Gentleman of Quality en The Moving Picture World (marzo de 1919).

- The Man from Downing Street (1922)
- The Scarlet Runner (1916)
- A Tale of Two Cities (1911)